# Rui Campos
Rui Campos, detto Rui (San Paolo, 2 agosto 1922 – San Paolo, 2 gennaio 2002), è stato un calciatore brasiliano, di ruolo difensore.

## Caratteristiche tecniche
Giocava come difensore, più precisamente come libero, all'inizio della sua carriera, ed era in possesso di una buona tecnica, ma in seguito al suo trasferimento al San Paolo si tramutò in centrocampista, ruolo che interpretò con una certa propensione offensiva, che gli permise di realizzare diversi gol. Formò con Bauer e Noronha un'ottima intesa, che rese il centrocampo del San Paolo uno dei migliori al mondo dell'epoca.

## Carriera

### Club
Dopo l'inizio di carriera nel Bonsucesso, si trasferì al Fluminense, dove rimase per due anni; il 1º maggio 1944 arrivò al San Paolo, dove grazie alle sue doti formò prima parte della difesa e poi del centrocampo, rendendosi decisivo in entrambe le posizioni. È ricordato come uno dei maggiori idoli del club. Lasciò il San Paolo nel 1953, passando per Bangu e Palmeiras, ritirandosi dall'attività con la maglia di quest'ultima compagine.

### Nazionale
Ha giocato 30 partite per il Brasile, venendo incluso tra i convocati per varie competizioni; nel 1949 vinse il Campeonato Sudamericano de Football, essendo uno dei pochi membri di una squadra paulista ad essere chiamato per tale manifestazione.

## Palmarès

### Club
- Campionato paulista: 4

San Paolo: 1945, 1946, 1948, 1949

### Nazionale
- Copa Roca: 1

1945
- Copa Rio Branco: 2

1947, 1950
- Campeonato Sudamericano de Football: 1

Brasile 1949